# Pentace discolor
Pentace discolor är en malvaväxtart som beskrevs av Elmer Drew Merrill. Pentace discolor ingår i släktet Pentace och familjen malvaväxter. Inga underarter finns listade i Catalogue of Life.